# Virtual Pool 64
Virtual Pool 64 est un jeu vidéo de billard sorti en 1998 sur Nintendo 64. Le jeu a été développé par Celeris et édité par Crave Entertainment.